# 安德魯卡
安德魯卡（Androka）為位在馬達加斯加西南部的城鎮，由阿齊莫-安德列發那區安帕尼希縣（Ampanihy District）管轄。2001年人口普查估計該城鎮人口約有15,000人。
該城鎮的學校有小學和初等中學。該城鎮有80%的居民為農民，另外有5%的居民從事畜牧業。玉米為該城鎮最重要的作物，而其他重要作物還有木薯以及番薯等。從事服務業的居民佔該城鎮人口總數的5%，從事漁業的居民佔該城鎮人口總數的10%。